# Polenizare

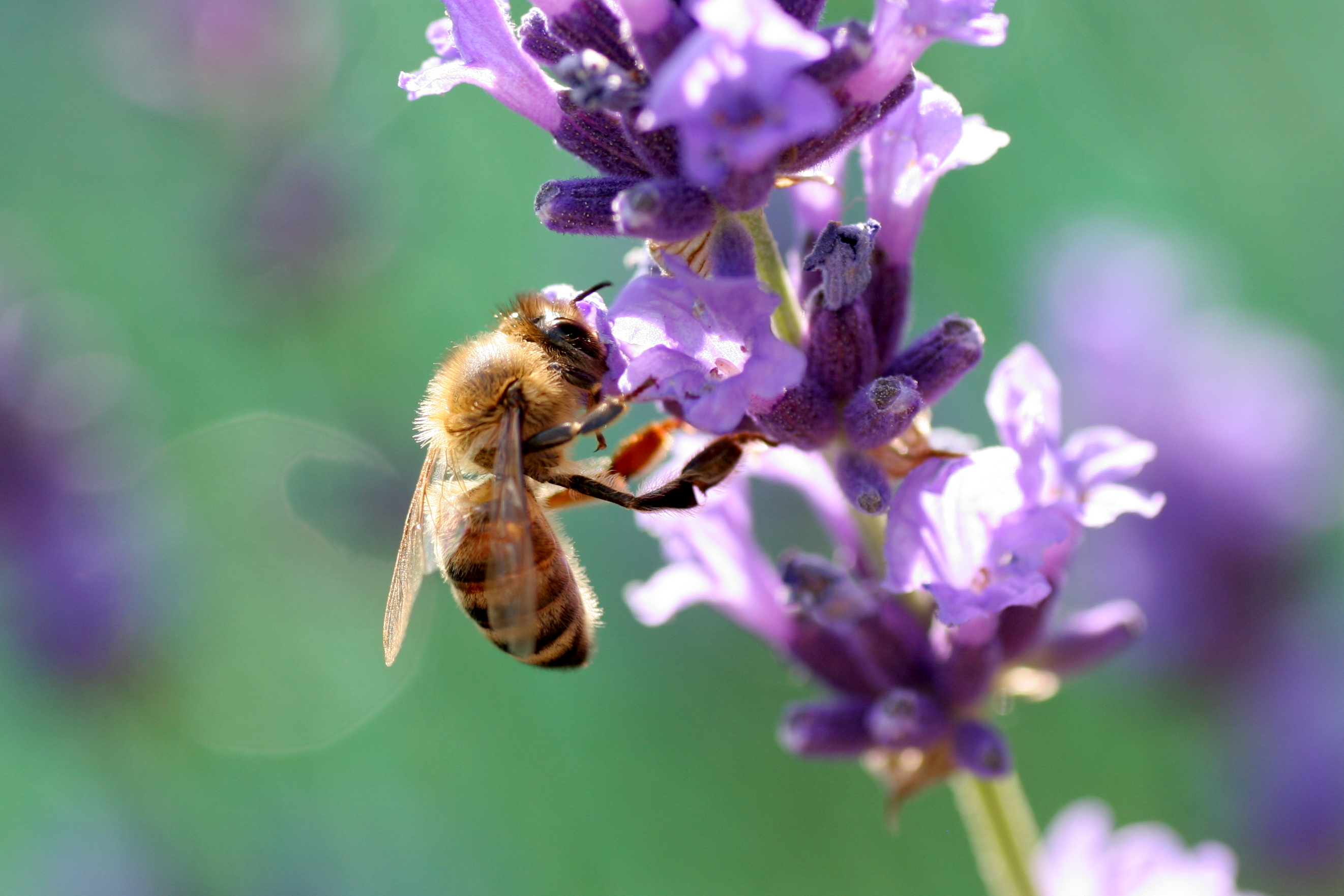
Floare şi polenizator

Polenizarea este un proces vital pentru toate plantele cu flori. Pentru realizarea ei cu succes, natura a creat soluții foarte ingenioase.
Plantele, spre deosebire de animale, nu pot porni la drum pentru a găsi un partener de împerechere. Ele sunt nevoite să se bazeze pe alte elemente pentru a transporta polenul de la o plantă (sau o parte a plantei) la alta, și pentru a  produce semințe.
Polenizarea este importantă pentru plante deoarece fără aceasta speciile nu s-ar putea reproduce. Polenizarea se face în interiorul aceleiași flori, în care caz este o polenizare directă sau autopolenizare, fie se face între flori diferite - polenizare încrucișată.  Polenizarea încrucișată, când polenul ajunge pe stigmatul unei flori diferite (care poate fi și pe aceiași plantă), prezintă un avantaj față de autopolenizare și anume că poate crea niște variante cu capacități îmbunătățite de adaptare la mediu.

## Tipuri de polenizare

### Polenizarea prin intermediul vântului (flori anemofile)
Este o modalitate foarte răspândită, grăuncioare mici și ușoare de polen, asemănătoare cu particulele de praf, se răspândesc prin intermediul curenților de aer. Acest tip de polenizare îl putem întâlni la mulți copaci (stejar, brad, frasin) dar și la plante importante pentru economie (porumb). Ierburile se înmulțesc prin polenizarea prin vânt. Plantele care se polenizează prin vânt trebuie să aibă posibilitatea de a produce cantități mari de polen spre a asigura ca între miliardele de grăuncioare de polen să existe câteva care să ajungă exact pe stigmatul florii corespunzătoare. Această cantitate mare explică suferința persoanelor alergice la polenul copacilor sau al ierburilor. Pe lângă aceasta, grăuncioarele de polen trebuie să fie foarte ușoare, pentru ca și cel mai mic curent de aer să le poată ridica, de aceea, grăuncioarele de polen sunt foarte fine, ca un fir de praf. Dacă scuturăm bine amentul trestiei de alune, creanga înflorită a unui brad sau un mănunchi de ierburi înflorite, atunci adesea se ridică un nor de polen. Polenul unor plante polenizate prin vânt au mici saci aeriferi care facilitează răspândirea cu ajutorul curenților de aer.

### Polenizarea prin intermediul insectelor (flori entomofile)
Florile plantelor polenizate de insecte au în general culori vii și mirosuri puternice. Dacă florile sunt mici atunci aceasta formează buchețele, sau sunt înconjurate de foi colorate (bractee), pentru a stârni cât mai mult interesul insectelor. De exemplu, crăciunița (Poinsettia), este de fapt alcătuită din foi de bractee colorate, care atrag insectele la florile propriu-zise destul de neînsemnate. Polenul florilor care sunt polenizate de insecte sunt în general mai mari decât cele polenizate prin vânt, și adesea au o suprafață lipicioasă spre a se lipi mai ușor de corpul insectelor.
La aceste plante se pot întâlni tehnici impresionante de atragere a insectelor și formele cele mai uluitoare de adaptare. Plantele ale căror flori au forme asemănătoare cu o ceașcă sau cu margareta, cum este piciorul cocoșului sau chiar margareta, utilizează aproape orice insectă ce trece prin apropiere. În afara albinelor care le vizitează, se folosesc și de gândaci, furnici, chiar și de mamiferele mai mici care trec pe lângă ele, prin alipirea grăunțelor de polen de corpul lor. Prin împrăștierea grăunțelor de polen din anteră, acestea pot ajunge direct pe stigmatul din apropiere, dar prin intermediul insectelor care se deplasează de la o floare la alta, pot ajunge pe stigmatul unor plante mult mai îndepărtate. Există plante care pot fi polenizate numai de anumite tipuri de insecte. Indrușaimul (Sângele Voinicului) și alți membrii ai familiei mazărei au o construcție prin care greutatea insectei care stă pe foaia numită pânză, scoate afară staminele și stigmatul, frecându-se de corpul insectei. Există și plante ale căror flori pot fi polenizate numai de insecte care posedă trompe, cum sunt albinele și fluturii. Albina care vizitează floarea albă a urzicii, spre a culege hrana, trebuie să pătrundă adânc cu capul în cavitatea florii pentru a ajunge la nectarul din fundul acesteia. Între timp, staminele de pe foile superioare se freacă de corpul insectei. La unele plante, spre a facilita polenizarea încrucișată, întâi anterele împrăștie polenul în jur, apoi după ce tot polenul a fost răspândit, stigmatul se întinde și astfel el va ajunge primul în contact cu insecta, și nu antera.
În regiunile tropicale este răspândită și polenizarea prin intermediul păsărilor. Adesea, păsările care realizează polenizarea (păsări colibri și alte păsări consumatoare de miere), nu sunt mai mari decât un bondar. Acestea utilizează pliscul lor aproape închis și limba pe post de piston, pentru a suge nectarul.

#### Albina - cel mai răspândit polenizator
Albina lucrătoare, de miere, după ce a consumat din belșug, își umple săculețul de polen și transportă conținutul în stup. Mai târziu vizitează o altă floare și având pe spate grăunțe de polen de pe floarea anterioară, le pune în contact cu stigmatul.

### Polenizarea prin intermediul apei (flori hidrofile)
Această modalitate de polenizare este mai puțin răspândită deoarece este indispensabilă pentru plantele cu flori acvatice. Aceste plante produc grăunțe de polen lungi, care datorită densității se scufundă ușor în apa mării, până când se agață de un stigmat împănat.

## Legături externe
- „polenizare” la DEX online